# 神戸市役所
| 震災当時の神戸市役所2号館 |  | 震災当時の神戸市役所2号館 |
| 震災当時の神戸市役所2号館 |  | 震災当時の神戸市役所2号館 |

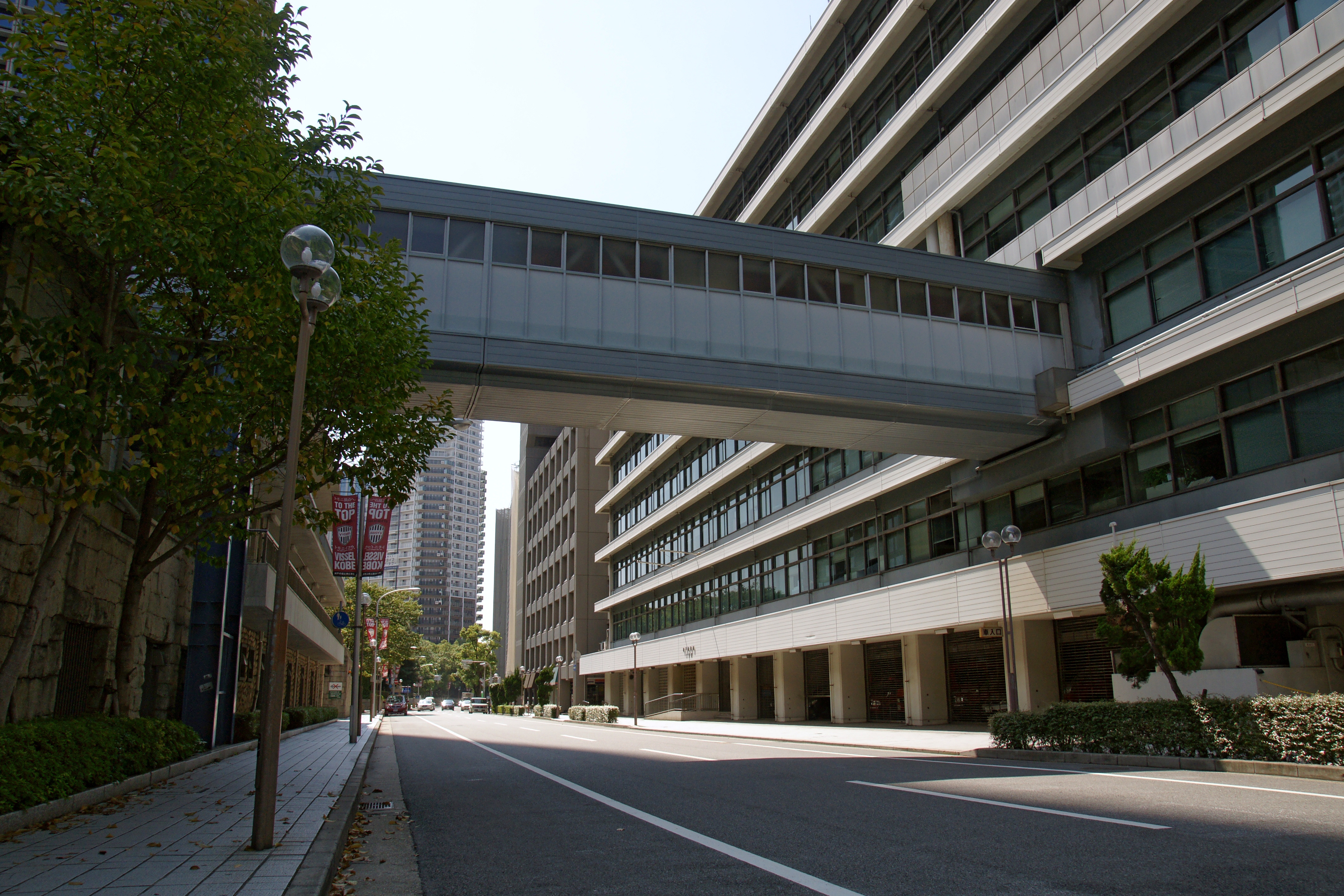
3号館

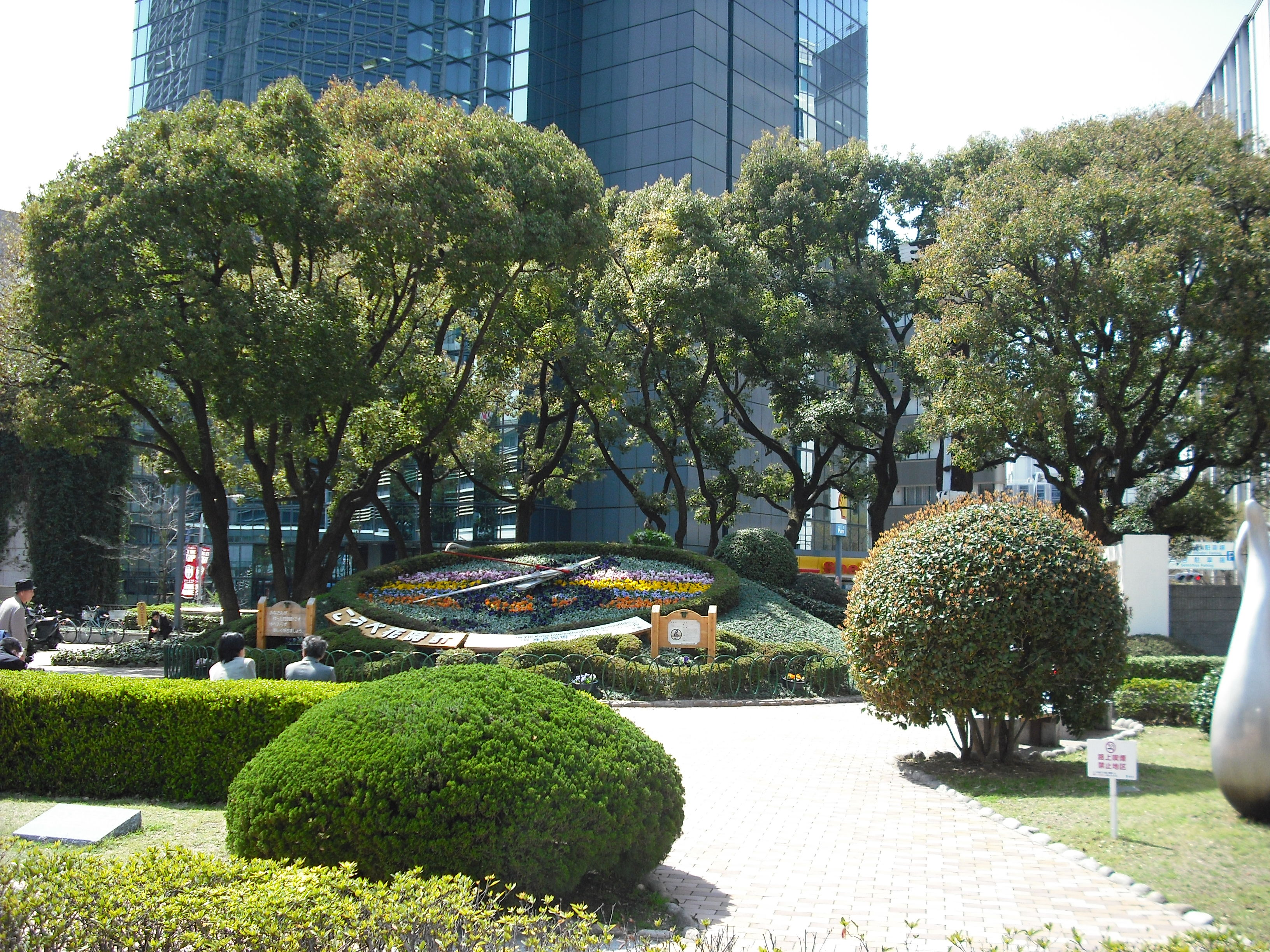
花時計

神戸市役所（こうべしやくしょ）は、地方公共団体である神戸市の執行機関としての事務を行う施設（役所）である。
本項では建築物としての神戸市役所について述べる。

## 特徴
市内有数の高さの建物であるが、近年は周辺に高層のビルや集合住宅が建てられるようになったため、かつてのランドマークとしての機能は低下している。
1号館24階の展望ロビーが無料開放されていて、市街地と港を一望できる。

## 所在地
神戸市中央区加納町6丁目5番1号に位置する。
三宮駅からフラワーロードを西沿いに500mほど南の場所にあり、車道（北町通り）をはさんでさらに南側には東遊園地公園がならんでいる。それらの西側は東町筋をはさんで旧居留地地域が広がっている。
敷地の南端に30階建の1号館があり、北側の敷地では新庁舎の建設工事が行われている。また西側に4号館(危機管理センター)がある。

## 歴史

### 戦前
1889年（明治22年）4月1日、市制施行により、市の前身にあたる郡区町村編制法による神戸区の区役所を引き続き市役所として使用。この庁舎は神戸区時代の1887年（明治20年）に北長狭通4丁目から新築移転した庁舎だった。市役所所在地の住所は当初東川崎町だったが、市役所周辺は1895年（明治28年）に相生町1丁目に編入された。現在のハローワーク神戸の場所にあたる。
1909年（明治42年）12月18日、橘通1丁目にあった八宮神社を楠町3丁目へ移転させ、その跡地に新築移転。現在の神戸法務総合庁舎と兵庫県弁護士会館のある場所にあたる。

### 戦後
1945年（昭和20年）9月9日、行政窓口の効率化のために兵庫区松本通の市立第一高等女学校（現在の神戸市立湊川中学校の場所）と勧業館（現在の兵庫区役所の場所）に移転。
1957年（昭和32年）4月26日、生田区（現・中央区）加納町の東遊園地に新築移転。2020年10月現在は「2号館」となっているが竣工当時は8階建の本庁舎で、現在の1号館の位置には市会議事堂があった。
1989年（平成元年）8月31日、市会議事堂跡地に現在の1号館竣工。旧本庁舎は2号館となる。
1995年（平成7年）1月17日、兵庫県南部地震（阪神・淡路大震災）により水道局などが入っていた2号館の6階部分が崩壊。後に5階以上を撤去、再整備し、1996年（平成8年）3月15日より5階建の庁舎として使用再開。
2012年（平成24年）1月11日、3号館別館跡地に危機管理センターとして4号館竣工。3号館別館の道路向かいにあった旧4号館は競争入札で一般企業に売却された。
2020年（令和2年）3月をもって2号館の運用を終了、10月29日にお別れ式典を実施し11月から解体に入る。2号館跡地には庁舎機能に加え、音楽ホールなどが入る複合施設を建設、2025年度以降に完成予定である。1号館1階市民ロビーが、2020年度グッドデザイン賞受賞。
2022年（令和4年）7月19日、3号館跡地に中央区役所が移転することになっている。